# Lukișkî, Ovruci
Lukișkî (în ucraineană Лукішки) este un sat în comuna Cerepîn din raionul Ovruci, regiunea Jîtomîr, Ucraina.

## Demografie
Componența lingvistică a localității Lukișkî
     Ucraineană (97,73%)
     Rusă (1,62%)
     Alte limbi (0,65%)
Conform recensământului din 2001, majoritatea populației localității Lukișkî era vorbitoare de ucraineană (97,73%), existând în minoritate și vorbitori de rusă (1,62%).